# Шимов, Ярослав Владимирович
Ярослав Владимирович Шимов (род. 1973, Белорусская ССР) — русскоязычный историк (специалист по новой и новейшей истории стран Центральной и Восточной Европы), журналист, публицист, писатель.

## Биография
Вырос в Белоруссии, учился в МГУ, кандидат исторических наук (диссертация о формировании многопартийной политической системы в Первой Чехословацкой республике, Институт славяноведения РАН, 2003), с 1999 года живет и работает в Праге, шеф-редактор Русской службы «Радио Свобода».
Является автором книг «Перекресток. Центральная Европа на рубеже тысячелетий» (М., 2002), «Австро-Венгерская империя» (М., 2003, 2-е изд. — 2014), «Корни и корона. Очерки об Австро-Венгрии: судьба империи» (в соавторстве с Андреем Шарым; М., 2011, 2-е изд. — 2015), «Меч Христов. Карл I Анжуйский и становление Запада» (М., 2015), «„За нацию и порядок!“ Центральная Европа и Балканы между мировыми войнами» (в соавторстве с Андреем Шарым, Кишинёв, 2025), десятков научных и публицистических статей в СМИ России, Чехии и Австрии.